# Форстер, Георг
Иога́нн Гео́рг А́дам Фо́рстер (нем. Johann Georg Adam Forster; 27 ноября 1754 — 12 января 1794, Париж) —  немецкий просветитель, публицист, писатель, путешественник, учёный-естествоиспытатель, этнограф, общественно-политический деятель, один из вождей Майнцской республики. Участник второго кругосветного плавания Джеймса Кука.

## Биография
Сын Иоганна Форстера, географа и ботаника. Общее образование получил в Главном немецком училище Св.Петра в 1760-е годы. Сопровождал отца в 1765 году в его поволжском путешествии, совершённом по заданию Екатерины II. Во время этого путешествия он научился свободно говорить по-русски. Позднее Георг учился в Петербургской Академической гимназии. 
В конце 1760-х годов Форстеры переехали в Англию. С помощью отца Георг перевёл «Краткий Российский летописец» М. В. Ломоносова (издан в Лондоне под заглавием «Сокращённое хронологическое изложение русской истории» в 1767 году). Иоганн и Георг Форстеры как натуралисты участвовали во втором кругосветном путешествии Джеймса Кука (1772—1775), которое он описал в сочинении «A voyage round the world» (1777). Впоследствии Георг написал биографию Кука. 
Благодаря двухтомному «A voyage round the world» Форстер стал известен во всей Европе, Лондонское королевское общество приняло его в свои члены, почетные ученые звания ему были присвоены в Берлинской и Мадридской академиях.
В 1775 году он отправился во Францию, оттуда в 1777 году через Голландию он направился в Германию. В 1778—1784 Форстер был профессором естественных наук университета в Касселе. В 1779 году он защитил докторскую диссертацию в Галльском университете. 
По приглашению Эдукационной комиссии приехал в Вильнюс, и в 1784—1787 годах  преподавал в Главной виленской школе. Форстер «подвергал критике систематику К. Линнея, сопровождая лекционный материал иллюстрациями из своих коллекций… и впервые в Главной школе стал излагать сведения по палеонтологии…» Организовал программу обучения на агронома, заведовал недавно основанным ботаническим садом, интересовался возможностями литовской экономики, и способами, как местные природные ресурсы использовать для развития промышленности. Также много внимания уделял лекарственным травам. Весной 1787 года Форстер принял предложение поучаствовать в кругосветной экспедиции и покинул Вильнюс. Оставил для Кафедры естественной истории несколько своих коллекций.
План императрицы Екатерины II организовать путешествие вокруг света, в котором Форстер должен был принять участие в качестве историографа, не мог быть приведен в исполнение вследствие разразившейся войны с турками, и Форстер возвратился в Германию, где в 1788 году курфюрст майнцский Фридрих Карл Йозеф Эрталь назначил его первым библиотекарем и профессором. 
После взятия Майнца французами в 1792 году, во время войны первой коалиции, Форстер, горячо сочувствовавший принципам французской революции, был в 1793 году послан майнцскими республиканцами в Париж, чтобы там добиться у Конвента присоединения Майнца к Франции. Объявленный изгнанником, Форстер умер в Париже, покинутый женою и детьми.

## Произведения
- Перевод на немецкий язык драмы Калидасы «Шакунтала».
- Автор декретов 1793 года о провозглашении Майнца республикой и о присоединении Майнца к революционной Франции.
- Труды по географии, естествознанию, этнографии, эстетике, литературе и искусству.
- «A Voyage Round the World in His Britannic Majesty’s Sloop Resolution, Commanded by Capt. James Cook, during the Years, 1772, 3, 4, and 5» — рассказ об экспедиции Кука.
- Florulae Insularum Australium Prodromus (1786) доступно онлайн на Project Gutenberg.
- De Plantis Esculentis Insularum Oceani Australis Commentatio Botanica (1786) доступно онлайн на Project Gutenberg.
- Views of the Lower Rhine, Brabant, Flanders (три тома, 1791–94).

## Публикации на русском языке
- Форстер Г. Избранные произведения / Пер. с нем.; Сост. Ю. Я. Мошковская. — М.: Издательство АН СССР, 1960. — 632 с. — 3000 экз.
- Форстер Г. Путешествие вокруг света: (Вторая кругосветная экспедиция Дж. Кука в 1772—1775 гг.) / Пер. с нем. М. С. Харитонова; Отв. ред., авт. послесл. и коммент. Д. Д. Тумаркин. — М.: Наука, Гл. ред. восточной лит-ры, 1986. — 568, [16] с. — 80 000 экз.
- Форстер Г. Путешествие вокруг света / Пер. с нем.; Предисл. В. П. Савиных и К. Б. Шингаревой. — М.: Дрофа, 2008. — 1024 с. — (Библиотека путешествий). — 5000 экз. — ISBN 978-5-358-01481-7.